# Shekār Sarā
Shekār Sarā (persiska: شکار سرا) är en ort i Iran.   Den ligger i provinsen Gilan, i den nordvästra delen av landet, 230 km nordväst om huvudstaden Teheran. Antalet invånare är 608.
Terrängen runt Shekār Sarā är mycket platt, och sluttar norrut. Runt Shekār Sarā är det tätbefolkat, med 636 invånare per kvadratkilometer. Närmaste större samhälle är Rasht, 11,1 km väster om Shekār Sarā. Trakten runt Shekār Sarā består till största delen av jordbruksmark.